# Туз (лодка)
Туз (уменьш.-ласкат. ту́зик) — самая малая из судовых шлюпок.
Шлюпка (лодка) имеет одного гребца, который действует одновременно двумя вёслами. Служит для переезда на берег, когда судно (корабль) стоит вблизи последнего. Имеет лёгкую конструкцию и длину менее трёх метров.
Тузик бывает деревянным, пластиковым, надувным. Рассчитан на одного-двух пассажиров и одного гребца.
Интересно, что хотя название происходит из английского языка, но в английской морской терминологии этот термин не используют, такие шлюпки называют «динги» (dinghy).
Тузик является необходимой принадлежностью для каждой крейсерско-гоночной яхты.

## Основные функции тузика
- Сообщение с берегом (если осадка яхты не позволяет подать сходню, подойти к берегу или причалу)[3]
- Швартовка (завести на причал или бочку основные швартовы)[3]
- Буксировка (в тихую погоду буксировать яхту, при необходимости переставить её на другое место)[3]
- Спасение (помощь человеку за бортом или другой яхте (судну))[3]
- Вспомогательные (снятие яхты с мели, промер глубин, завести якорь)[3]

## Способы крепления
- На средних яхтах тузик крепят на верхней палубе перед мачтой, если есть место, если нет, то на крыше рубки. Как правило, кладут вверх дном и притягивают к палубе крест-накрест[3]
- На крупных яхтах, имеющих свободную палубу или возможность крепления на корме тузик крепят по корабельному на специальных кильблоках или подвесах[3]
- На небольших крейсерских яхтах тузик, как правило, буксируют за кормой, так как свободного места на палубе у таких яхт почти нет[3]